# Don Winslow
Don Winslow (Nueva York, 31 de octubre de 1953) es un escritor estadounidense reconocido por sus novelas negras y de crimen y misterio. 

## Biografía
Estudió periodismo e historia africana en la Universidad de Nebraska. En Sudáfrica trabajó como periodista e investigador en la Universidad de Ciudad del Cabo y desde hace años reside en Julian, California. Ha sido detective privado y guionista de cine y televisión, y dos de sus obras han sido llevadas al cine.
En entrevistas realizadas en 2010, mantiene el criterio según el cual solo la legalización de las drogas puede reducir el narcotráfico, y Estados Unidos actúa en México contra la droga con la mentalidad con que luchó en Vietnam.
En 2015 obtuvo el IX Premio RBA de Novela Policiaca por su obra El Cártel (The Cartel), continuación de su aclamada novela de 2005 El poder del perro (The Power of the Dog). La obra ha sido muy elogiada por Eduardo García Serrano
En 2022 gana el XVII Premio Pepe Carvalho que reconoce toda una trayectoria y que concede el Ayuntamiento de Barcelona dentro del festival Barcelona Negra.

## Obras

### Novelas
- Un soplo de aire fresco (A Cool Breeze on the Underground, 1991. Serie Neal Carey), trad. de Óscar Palmer, ed. Mondadori Random House en 2013. Nominada al Premio Edgar.
- Tras la pista del espejo de Buda (The Trail to Buddha's Mirror, 1992. Serie Neal Carey), trad. de Óscar Palmer, ed. Penguin Random House en 2014.
- En lo más profundo de la meseta (Way Down on the High Lonely, 1993. Serie Neal Carey), ed. Penguin Random House en 2015.
- A Long Walk Up the Water Slide (1994. Serie Neal Carey). No publicada en español.
- While Drowning in the Desert (1996. Serie Neal Carey). No publicada en español.

- Isle of Joy (1996, publicada bajo el pseudónimo de MacDonald Lloyd y años después con su nombre). No publicada en español.
- Muerte y vida de Bobby Z (Death and Life of Bobby Z, 1997), trad. de Eduardo G. Murillo, publicada por Mondadori Random House en 2011.
- California Fire and Life (1999). No publicada en español. Premios Shamus a la mejor novela.
- El poder del perro (The Power of the Dog, 2005. Serie El Cártel), trad. de Eduardo G. Murillo, ed. Mondadori Random House en 2009.
- El invierno de Frankie Machine (The Winter of Frankie Machine, 2006), trad. de Alejandra Devoto, ed. Martínez Roca en 2010.
- El Club del Amanecer (The Dawn Patrol, 2008. Serie Boone Daniels), trad. de Alejandra Devoto, ed. Martínez Roca en 2012.
- La hora de los caballeros (The Gentlemen's Hour, 2009. Serie Boone Daniels), trad. de Alejandra Devoto, ed. Martínez Roca en 2013.
- Salvajes (Savages, 2010. Serie Salvajes), trad. de Alejandra Devoto, ed. Martínez Roca en 2011.
- Satori (Satori, 2011. Precuela autorizada de Shibumi, novela de 1979 del escritor estadounidense Trevanian), trad. de Margarita Cavándoli, ed. Roca Editorial en 2011.
- Los reyes de lo cool (The Kings of Cool, 2012. Serie Salvajes), trad. de Óscar Palmer, ed.  Mondadori Random House en 2012.
- Missing New York (2014. Serie Frank Decker). No publicada en español.
- El Cártel (The Cartel, 2015. Serie El Cártel), trad. de Efrén del Valle, ed. RBA Serie Negra, Premio RBA de Novela Policiaca.
- Germany (2016. Serie Frank Decker). No publicada en español.
- Corrupción policial (The Force, 2017), trad. de Efrén del Valle, ed. RBA Serie Negra.
- La frontera (The Border, 2019. Serie El Cártel), trad. de Victoria Herrillo Ledesma, ed. HarperCollins en 2019.
- Ciudad en llamas (City on Fire, 2022. Serie Danny Ryan). Harper Collins, 2022.
- Ciudad de los sueños (City of Dreams, 2022. Serie Danny Ryan).Harper Collins, 2023.
- Ciudad en ruinas (City in Ruins, 2024. Serie Danny Ryan). Harper Collins, 2024.

### Colección de novelas breves
- Rotos (Broken, 2020).

### No ficción
- Looking for a Hero (2004). Coescrito junto a Peter Maslowski. No publicado en español.

### Guion
- Alexander Hamilton: In Worlds Unknown (script and film; New York Historical Society)

## Adaptaciones cinematográficas
- Bobby Z (The Death and Life of Bobby Z, 2007), dirigida por John Herzfeld y protagonizada por Paul Walker, Laurence Fishburne y Olivia Wilde.
- Salvajes (Savages, 2012), dirigida por Oliver Stone y protagonizada por Taylor Kitsch, Benicio del Toro, Blake Lively, Aaron Taylor-Johnson y Salma Hayek